# Dagmar Nielsen
Dagmar Emilie Sophie Nielsen, född 1869, död 1955, var en dansk lärare och kvinnosakspolitiker.
Hon tog 1895 lärarexamen från Aarhus Lærerindekursus som privatist, och var anställd vid N. Zahles Seminarium 1896-1922. 
Hon var medlem i Dansk Kvindesamfund (DK) och ordförande för dess avdelning i Köpenhamn 1923-1934 och vice ordförande i DK 1931-1933. 
Hon var medlem i Radikale Venstre (RV) och satt i dess partistyrelse. Hon blev senare medlem i Det Konservative Folkeparti (DKF), där hon var en drivande medlem i kvinnoförbundet. Hon är känd för sin kampanj under 1930-talet, där hon motsatte sig förslaget att förbjuda gifta kvinnor att arbeta. 